# Уахаби, Амин
Амин Уахаби (араб. أمين الوهابي‎; нидерл. Amine Ouahabi; род. 4 июля 2008) — марокканский футболист, полузащитник клуба «Мехелен».

## Клубная карьера
Уахаби — воспитанник клуба «Мехелен».

## Международная карьера
В 2025 году в составе юношеской сборной Марокко Уахаби стал победителем домашнего юношеского Кубка Африки. На турнире он сыграл в матче против сборной Уганды, Замбии, Танзании, ЮАР, Кот-д’Ивуара и Мали.

## Достижения
Международные
 Марокко (до 17)
- Победитель Кубка африканских наций (до 17 лет): 2025